# Coenagrion exclamationis
Coenagrion exclamationis – gatunek ważki z rodziny łątkowatych (Coenagrionidae). Słabo poznany gatunek, znany jedynie z miejsca typowego położonego w Bengalu Zachodnim (północno-wschodnie Indie) oraz z Nepalu.